# Antonio Rinaldi

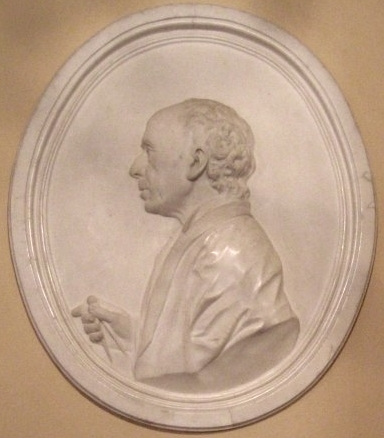
Antonio Rinaldi (1782.)

Antonio Rinaldi, född 1710, död 10 april 1794 i Rom, var en italiensk arkitekt utbildad av Luigi Vanvitelli. Huvuddelen av sitt liv tillbringade han i Ryssland. Han återvände till Rom efter en lång tids sjukdom 1784.